# 22e cérémonie des Dallas-Fort Worth Film Critics Association Awards
La 22e cérémonie des Dallas-Fort Worth Film Critics Association Awards (DFWFCA Awards), décernés par la Dallas-Fort Worth Film Critics Association, a eu lieu le 18 décembre 2012 et a récompensé les films réalisés dans l'année.

## Palmarès

### Meilleur film
1. Lincoln
2. Argo
3. Zero Dark Thirty
4. L'Odyssée de Pi (Life Of Pi)
5. Les Misérables
6. Moonrise Kingdom
7. Happiness Therapy (Silver Linings Playbook)
8. Skyfall
9. The Master
10. Les Bêtes du Sud sauvage (Beasts of the Southern Wild)

### Meilleur réalisateur
1. Kathryn Bigelow pour Zero Dark Thirty
2. Steven Spielberg pour Lincoln
3. Ben Affleck pour Argo
4. Ang Lee pour L'Odyssée de Pi (Life Of Pi)
5. Wes Anderson pour Moonrise Kingdom

### Meilleur acteur
1. Daniel Day-Lewis pour le rôle d'Abraham Lincoln dans Lincoln
2. Joaquin Phoenix pour le rôle de Freddie Quell dans The Master
3. John Hawkes pour le rôle de Mark O'Brien dans The Sessions
4. Hugh Jackman pour le rôle de Jean Valjean dans Les Misérables
5. Denzel Washington pour le rôle de Whip Whitaker dans Flight

### Meilleure actrice
1. Jessica Chastain pour le rôle de Maya dans Zero Dark Thirty
2. Jennifer Lawrence pour le rôle de Tiffany dans Happiness Therapy (Silver Linings Playbook)
3. Emmanuelle Riva pour le rôle d'Anne dans Amour
4. Quvenzhané Wallis pour le rôle d'Hushpuppy dans Les Bêtes du Sud sauvage (Beasts of the Southern Wild)
5. Naomi Watts pour le rôle de Maria dans The Impossible (Lo imposible)

### Meilleur acteur dans un second rôle
1. Tommy Lee Jones pour le rôle de Thaddeus Stevens dans Lincoln
2. Philip Seymour Hoffman pour le rôle de Lancaster Dodd dans The Master
3. Christoph Waltz pour le rôle du Dr King Schültz dans Django Unchained
4. Alan Arkin pour le rôle de Lester Siegel dans Argo
5. Robert De Niro pour le rôle de Pat Solitano Sr dans Happiness Therapy (Silver Linings Playbook)

### Meilleure actrice dans un second rôle
1. Sally Field pour le rôle de Mary Todd Lincoln dans Lincoln
2. Anne Hathaway pour le rôle de Fantine dans Les Misérables
3. Amy Adams pour le rôle de Mary Sue Dodd dans The Master
4. Helen Hunt pour le rôle de Cheryl dans The Sessions
5. Ann Dowd pour le rôle de Sandra dans Compliance

### Meilleur scénario
1. Zero Dark Thirty – Mark Boal
2. Django Unchained – Quentin Tarantino

### Meilleure photographie
1. L'Odyssée de Pi (Life Of Pi) – Claudio Miranda
2. Skyfall – Roger Deakins

### Meilleur film en langue étrangère
1. Amour  Autriche  France
2. Royal Affair (En kongelig affære)  Danemark
3. Intouchables  France
4. Holy Motors  France
5. Le Gamin au vélo  Belgique

### Meilleur film d'animation
1. L'Étrange Pouvoir de Norman (ParaNorman)
2. Frankenweenie
3. Les Pirates ! Bons à rien, mauvais en tout (The Pirates! Band of Misfits)

### Meilleur film documentaire
1. Sugar Man (Searching For Sugar Man)
2. Bully
3. How to Survive a Plague
4. West of Memphis
5. The Invisible War

### Russell Smith Award
Meilleur film indépendant
1. Les Bêtes du Sud sauvage (Beasts of the Southern Wild)